# David Goodier

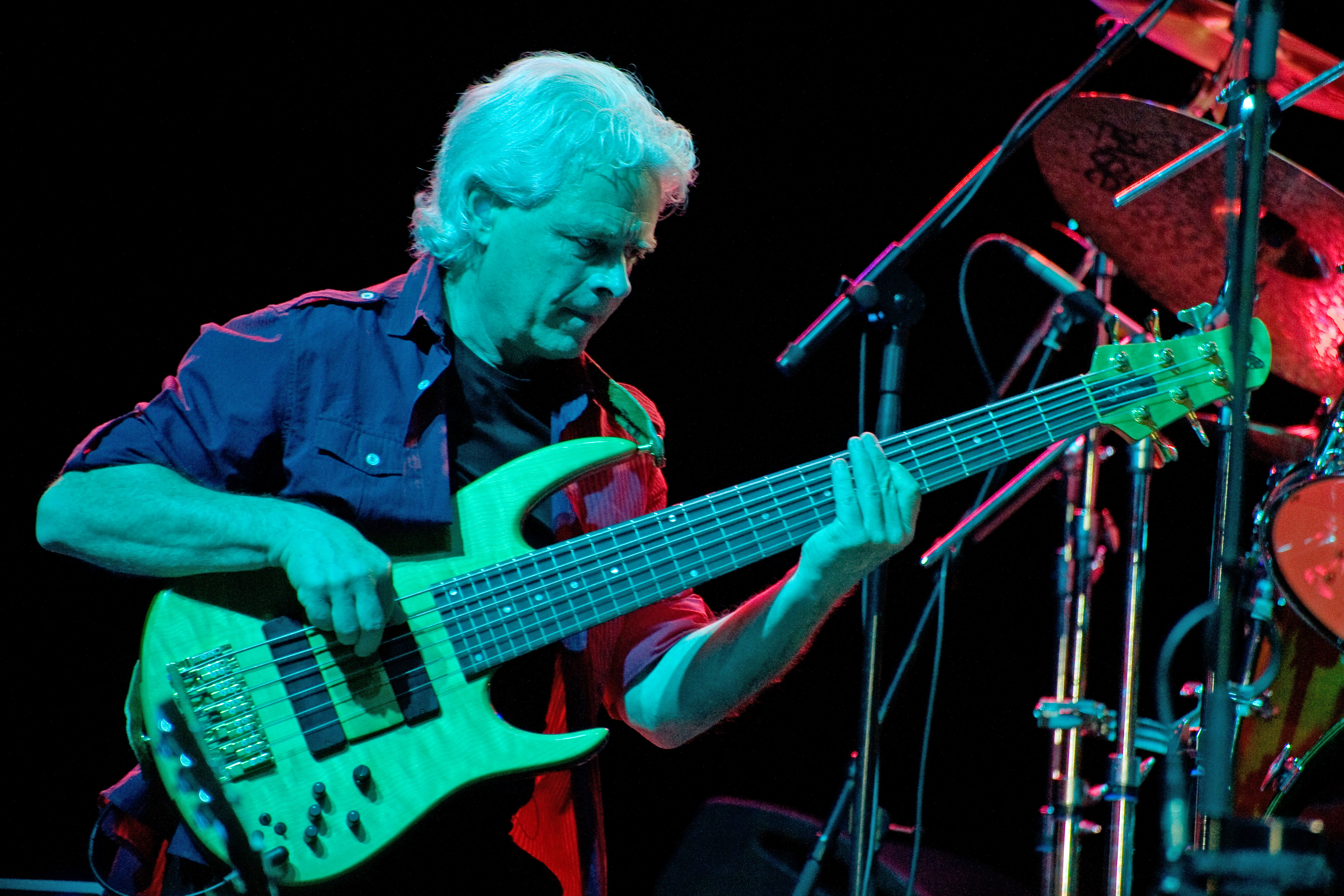
David Goodier

David Goodier (13 september 1954) is een Engelse bassist. Sinds 2002 speelt hij basgitaar en glockenspiel in Ian Andersons Rubbing Elbows Band, en sinds 2006 is hij de basgitarist van de Britse progressieve rockband Jethro Tull.
Goodier werkt al vanaf 1979 samen met veel muzikanten in verschillende genres, zoals jazz, pop en rock. Ook doet hij veel theaterwerk voor Bristol Old Vic. Musicals waaraan hij meewerkte zijn onder andere Annie, Jesus Christ Superstar en Evita, en hij deed veel als muzikant voor programma's van de BBC.
In 2007 neemt hij een album op met de band Carmina. Hij is docent aan de Exeter University, Dartington College of Arts en Dartington International Summer School.